# Trichopria quadrifida
Trichopria quadrifida is een vliesvleugelig insect uit de familie van de Diapriidae. De wetenschappelijke naam van de soort is voor het eerst geldig gepubliceerd in 1994 door Notton.